# Lösöre
|  | Wiktionary har en ordboksartikel om lösöre. |

Lösöre är sådan lös egendom som inte utgörs av pengar, värdepapper, olika slags rättigheter, byggnad på ofri grund m.m. Till lösöre räknas främst möbler, husgeråd, transportmedel, varor och dylika individuellt bestämda fysiska naturligt flyttbara lösa saker. Jämför med definitionen av lös egendom.
Lösören och naturligt icke flyttbara lösa saker utgör båda lös egendom. Lösören måste skiljas från andra kategorier av förmögenhetsrätt. Immateriell tillgång eller fordringar är exempelvis inte lösören, utan rättigheter.